# Selección de fútbol sub-23 de Corea del Norte
La Selección de fútbol sub-23 de Corea del Norte, conocida también como la Selección olímpica de fútbol de Corea del Norte, es el equipo que representa al país en Fútbol en los Juegos Olímpicos, los Juegos de Asia, el Campeonato Sub-22 de la AFC y en los Juegos del Este de Asia; y es controlada por la Asociación de Fútbol de Corea del Norte.

## Palmarés
- Juegos del Este de Asia
  -  : 1

2013

## Estadísticas

### Juegos Olímpicos
| Year           | Ronda                 | GP                    | W                     | D*                    | L                     | GS                    | GA                    |
| -------------- | --------------------- | --------------------- | --------------------- | --------------------- | --------------------- | --------------------- | --------------------- |
| de 1896 a 1988 | véase Selección Mayor | véase Selección Mayor | véase Selección Mayor | véase Selección Mayor | véase Selección Mayor | véase Selección Mayor | véase Selección Mayor |
| 1992           | No clasificó          | No clasificó          | No clasificó          | No clasificó          | No clasificó          | No clasificó          | No clasificó          |
| 1996           | No clasificó          | No clasificó          | No clasificó          | No clasificó          | No clasificó          | No clasificó          | No clasificó          |
| 2000           | No clasificó          | No clasificó          | No clasificó          | No clasificó          | No clasificó          | No clasificó          | No clasificó          |
| 2004           | No clasificó          | No clasificó          | No clasificó          | No clasificó          | No clasificó          | No clasificó          | No clasificó          |
| 2008           | No clasificó          | No clasificó          | No clasificó          | No clasificó          | No clasificó          | No clasificó          | No clasificó          |
| 2012           | No clasificó          | No clasificó          | No clasificó          | No clasificó          | No clasificó          | No clasificó          | No clasificó          |
| 2016           | TBD                   | TBD                   | TBD                   | TBD                   | TBD                   | TBD                   | TBD                   |
| Total          | 0/6                   | -                     | -                     | -                     | -                     | -                     | -                     |

### Campeonato Sub-22 de la AFC
| Récord   | Récord         | Récord | Récord | Récord | Récord | Récord | Récord |
| Sede/Año | Resultado      | J      | G      | E      | P      | GF     | GC     |
| -------- | -------------- | ------ | ------ | ------ | ------ | ------ | ------ |
| 2013     | Fase de grupos | 3      | 1      | 1      | 1      | 3      | 2      |
| Total    | 1/1            | 3      | 1      | 1      | 1      | 3      | 2      |

### Juegos de Asia
| Récord   | Récord           | Récord | Récord | Récord | Récord | Récord | Récord |
| Sede/Año | Resultado        | J      | G      | E      | P      | GF     | GC     |
| -------- | ---------------- | ------ | ------ | ------ | ------ | ------ | ------ |
| 2002     | Cuartos de final | 4      | 2      | 0      | 2      | 7      | 4      |
| 2006     | Cuartos de final | 4      | 2      | 1      | 1      | 3      | 4      |
| 2010     | Cuartos de final | 5      | 4      | 1      | 0      | 9      | 0      |
| Total    | 3/3              | 13     | 8      | 2      | 3      | 19     | 8      |

### Juegos de Este de Asia
| Récord   | Récord       | Récord       | Récord       | Récord       | Récord       | Récord       | Récord       |
| Sede/Año | Resultado    | J            | G            | E            | P            | GF           | GC           |
| -------- | ------------ | ------------ | ------------ | ------------ | ------------ | ------------ | ------------ |
| 2001     | No participó | No participó | No participó | No participó | No participó | No participó | No participó |
| 2005     | Finalista    | 5            | 3            | 1            | 1            | 18           | 2            |
| 2009     | 4.º lugar    | 4            | 1            | 2            | 1            | 11           | 3            |
| 2013     | Campeón      | 4            | 3            | 1            | 0            | 12           | 5            |
| Total    | 3/4          | 13           | 7            | 4            | 2            | 41           | 10           |